# 4-й батальон территориальной обороны Закарпатской области
4-й батальон территориальной обороны Закарпатской области (укр. 4-й батальйон територіальної оборони «Закарпаття») — отдельный батальон, созданный в Закарпатской области и в дальнейшем включённый в состав 128-й отдельной горно-пехотной бригады Сухопутных войск Украины.

## Предшествующие события
19 марта 2014 года Совет национальной безопасности и обороны Украины принял решение о создании оперативных штабов при областных государственных администрациях пограничных областей Украины. 30 марта 2014 года и. о. президента Украины А. В. Турчинов поручил руководителям областных администраций начать создание батальонов территориальной обороны в каждой области Украины.
30 апреля 2014 года было принято официальное решение возложить функции создания батальонов территориальной обороны в каждой области Украины на областные военные комиссариаты.

## Формирование батальона
7 мая 2014 года областной военный комиссариат Закарпатской области начал формирование батальона территориальной обороны. 30 мая 2014 формирование батальона было завершено.
Общая численность военнослужащих батальона составляла 400 человек.
Местом постоянной дислокации батальона стали Ужгород и Мукачево.
Подготовка военнослужащих батальона проходила на полигоне 128-й отдельной горно-пехотной бригады в селе Ореховица Ужгородского района Закарпатской области. В подготовке личного состава принимали участие сотрудники спецподразделений "Беркут", "Сокол" и "Альфа".
Формирование батальона проходило при содействии областной администрации Закарпатской области и с использованием средств областного бюджета Закарпатской области:
- так, 27 мая 2014 года областной совет Закарпатской области утвердил «Программу материально-технического обеспечения 4-го батальона территориальной обороны Закарпатской области на 2014 год», в соответствии с которой батальону было выделено 590 тыс. гривен на приобретение обмундирования, снаряжения и вещевого имущества[13]. Общая стоимость материально-технической помощи, полученной батальоном до 3 июня 2014 составила 678 502 гривны[14]. В дальнейшем, помощь продолжалась: в сентябре 2014 батальон получил ещё 70 спальных мешков общей стоимостью 27,5 тыс. гривен; в ноябре 2014 батальону были выделены деньги на приобретение инструментов[15]
- 2 июня 2014 по решению главы Закарпатской ОГА была создана рабочая группа по обеспечению потребностей 4-го батальона территориальной обороны[16]

Кроме того, батальон получал помощь из внебюджетных источников, в виде благотворительной и спонсорской помощи:
- только в июне и июле 2014 года из различных источников батальон получил партию продовольствия и медикаментов, несколько касок[3], 40 пар армейских ботинок, 12 бронежилетов IV класса защиты[17] и 10 бронежилетов VI класса защиты[18]
- в феврале 2015 года Харьковская дирекция "Укрпочты" передала батальону запасные части для ГАЗ, ЗИЛ и МТЗ-50[1]

В соответствии с указом президента Украины П. А. Порошенко № 44 от 11 февраля 2016 года оказание шефской помощи батальону было поручено Закарпатской областной государственной администрации.

## Деятельность
В июле 2014 года 63 военнослужащих батальона опубликовали открытое письмо с просьбой отправить их для прохождения службы в зоне боевых действий, в дальнейшем из них был сформирован взвод, который был включён в состав 24-й отдельной механизированной бригады. В начале сентября 2014 года добровольцы из состава батальона были отправлены в Чугуев, где прошли дополнительную двухнедельную подготовку, после завершения которой в середине сентября 2014 первые 27 солдат прибыли на позиции в третьем эшелоне, в посёлке Новый Айдар. В течение следующих двух недель солдаты в основном занимались оборудованием оборонительных позиций, после чего были направлены в село Трёхизбенка с задачей прикрывать подразделение Национальной гвардии на блокпосту у взорванного моста через Северский Донец.
С первой декады сентября 2014 численность военнослужащих батальона в зоне АТО увеличилась до 130 человек.
23 ноября 2014 года было объявлено, что 4-й батальон территориальной обороны Закарпатской области включён в состав 128-й отдельной горно-пехотной бригады.
2 февраля 2015 батальон был направлен в район Дебальцево - для оказания помощи другим подразделениям 128-й отдельной горно-пехотной бригады в боях в районе Дебальцево.
12 мая 2015 года при переправе через реку Северский Донец в районе села Брусовка утонул ст. прапорщик батальона Ю. И. Борбуцкий.

## Техника, вооружение и снаряжение
Личный состав батальона вооружён стрелковым оружием - автоматами АК-74 и ручными пулемётами РПК-74 (для вооружения солдат батальона использовали автоматы, которые в марте 2014 сдали активисты "Правого сектора").
4 апреля 2014 батальону была передана бронемашина БРДМ-2РХБ (ранее находившаяся на хранении, но восстановленная активистами "Правого сектора").
В распоряжении батальона имеется автотранспорт.
В августе 2015 года Закарпатский территориальный центр экстренной медицины передал батальону автомашину "Газель".
6 сентября 2014 предприниматели Иршавского района Закарпатской области передали батальону грузовик КАМАЗ-5320.
27 декабря 2014 общественная организация «Закарпатська волонтерська сотня» передала батальону внедорожник Mitsubishi L200. Сообщается, что это второй внедорожник, поступивший в батальон от волонтёров.